# 貞観地震
貞観地震（じょうがんじしん）は、平安時代前期の貞観11年5月26日（ユリウス暦869年7月9日、グレゴリオ暦7月13日）に、日本の陸奥国東方沖（日本海溝付近）の海底を震源域として発生したと推定されている、大規模な津波を伴った巨大地震である。震源域は北緯37.5°～39.5°・東経143°～145°、地震の規模はマグニチュード（M）8.3あるいはそれ以上と推定されている。この地域に周期的に発生する三陸沖地震のひとつとして理解されてきたため、貞観三陸地震と呼称されることがある。

## 歴史書における記述
延喜元年（901年）に成立した史書『日本三代実録』（日本紀略、類聚国史一七一）には、この地震に関する記述がいくつか記されている。
貞観11年5月26日（ユリウス暦869年7月9日）の大地震発生とその後の被害状況については、次のように伝わる。
上記の史料にある「陸奥國」の「城」は多賀城であったと推定される。地震による圧死者の数は記されておらず、津波による溺死者が人的被害の中心をなすことが史料からは読み取られる。「流光如晝隱映」の部分は、地震にともなう宏観異常現象の一種である発光現象について述べた最初の記録であるとされる。斎野裕彦は「驚濤涌潮」を慶長写本に基づき、「驚濤涌湖」とする校訂案を示したが、鈴木琢郎は諸写本の系統と字形の模写ないしは影写の集成研究から、従来どおりの「驚濤涌潮」を矛盾なく解釈できるとして、斎野説を斥けた。
「去海數十百里」は原本では「去海數千百里」であるが、当時の1里＝ 6 丁（約650メートル）であるとしてもこれは喫驚せざるを得ずとし、「去海」は海岸から津波で浸水した城郭までの距離を表し、多賀城から湊浜までは50丁位（約5.5キロ）にも満たないため、「數十百里」（30 - 65キロ程度）が妥当であるとしている。また、「數十百里」であるとしても正鵠を失ったものであるとし、これは「沿海數十百里」と読むべきとする説もある。
「原野道路 惣爲滄溟」の「道路」は当時多賀城に通じる官道東山道や浜通りの旧官道ほかを指すものとみられる。

### 朝廷の対応
朝廷の対応は遅く、地震から3か月を経た貞観11年9月7日（ユリウス暦869年10月15日）になってようやく以下の通り、從五位上紀春枝を陸奥国地震使に任命したことが『日本三代実録』に記されている。
発災から4か月を経た11年10月13日（ユリウス暦869年11月20日）の記事には、清和天皇が、陸奥国の国境が被災地とする詔を発したことが記載されている。朝廷は民夷を論ぜず救護にあたり、死者はすべて埋葬するように命じた。被災者に対しては租税と労役義務を免除している。
同年12月8日辛卯、陸奥国の正五位上勲九等苅田嶺神に従四位下を授ける（同じ記事は12月25日にもあり）。吉田東伍は三代実録原本では正六位上から従四位下の超階となっていることから、「府城の変災の歳に、三階を超越したるは、正しく彼の災をば、山神の憤怒に因るものと見做された証拠にもなる」としている。
同年12月14日（ユリウス暦870年1月19日）には、清和天皇が伊勢神宮に使者を遣わして奉幣し、神前に次の通り告文を捧げた。告文では、はじめに同年（ユリウス暦869年）6月15日から新羅の海賊が博多へ侵攻したこと（新羅の入寇）、次に7月14日の肥後での地震風水の災、最後に5月26日の陸奥国又異常なる地震の災についてごく簡単に述べ、国内の平安を願っている。遅くとも翌年の貞観12年9月までには、陸奥国の修理を担う「陸奥国修理府」が設置されている。
また、京都平安京では、疫病や死者の怨霊などを払い鎮めるため御霊会などの儀式が行われた。これは、現在の祇園祭の起源と言われている。

### 地震発生時の朝廷
地震発生時の朝廷は以下の通り。参議以上議政官。なお、散三位以上該当者はなし。
- 天皇 清和天皇 20歳
- 皇太子 貞明親王（のちの陽成天皇）1歳
- 皇太后 藤原明子 41歳
- 摂政・太政大臣 従一位 藤原良房 68歳
- 大納言 正三位 藤原氏宗 60歳 皇太子傅
- 中納言 正三位 源融 48歳
- 中納言 従三位 藤原基経 34歳 左近衛大将・陸奥出羽按察使
- 参議 従三位 源多 39歳 左衛門督
- 参議 従三位 藤原常行 34歳 右近衛大将・讃岐守
- 参議 正四位下 源生 49歳 右衛門督・讃岐権守
- 参議 正四位下 南淵年名 63歳 民部卿・春宮大夫・伊予守
- 参議 正四位下 春澄善縄 73歳 式部大輔
- 参議 正四位下 大江音人 59歳 左大辨・勘解由長官・美濃守
- 蔵人頭 正四位下 藤原良世 48歳 皇太后宮大夫
- 蔵人頭 従四位上 藤原家宗 53歳 左中辨・皇太后宮亮
- 陸奥守 正五位下 良岑経世 上野権介
- 鎮守府将軍 従五位下 御春岑能

## 調査研究
従来から文献研究者には存在が知られた地震であったが、東北地方の開発にともなう地盤調査と日本海溝における地震学研究の発展にともない、徐々に地震学的研究が積み重ねられている。三陸沖地震による震災の記録が少なく貞観地震の記録は貴重であることに加え、2011年3月11日に東北地方太平洋沖地震が発生したことで、研究の重要性も増している。

### 文献調査

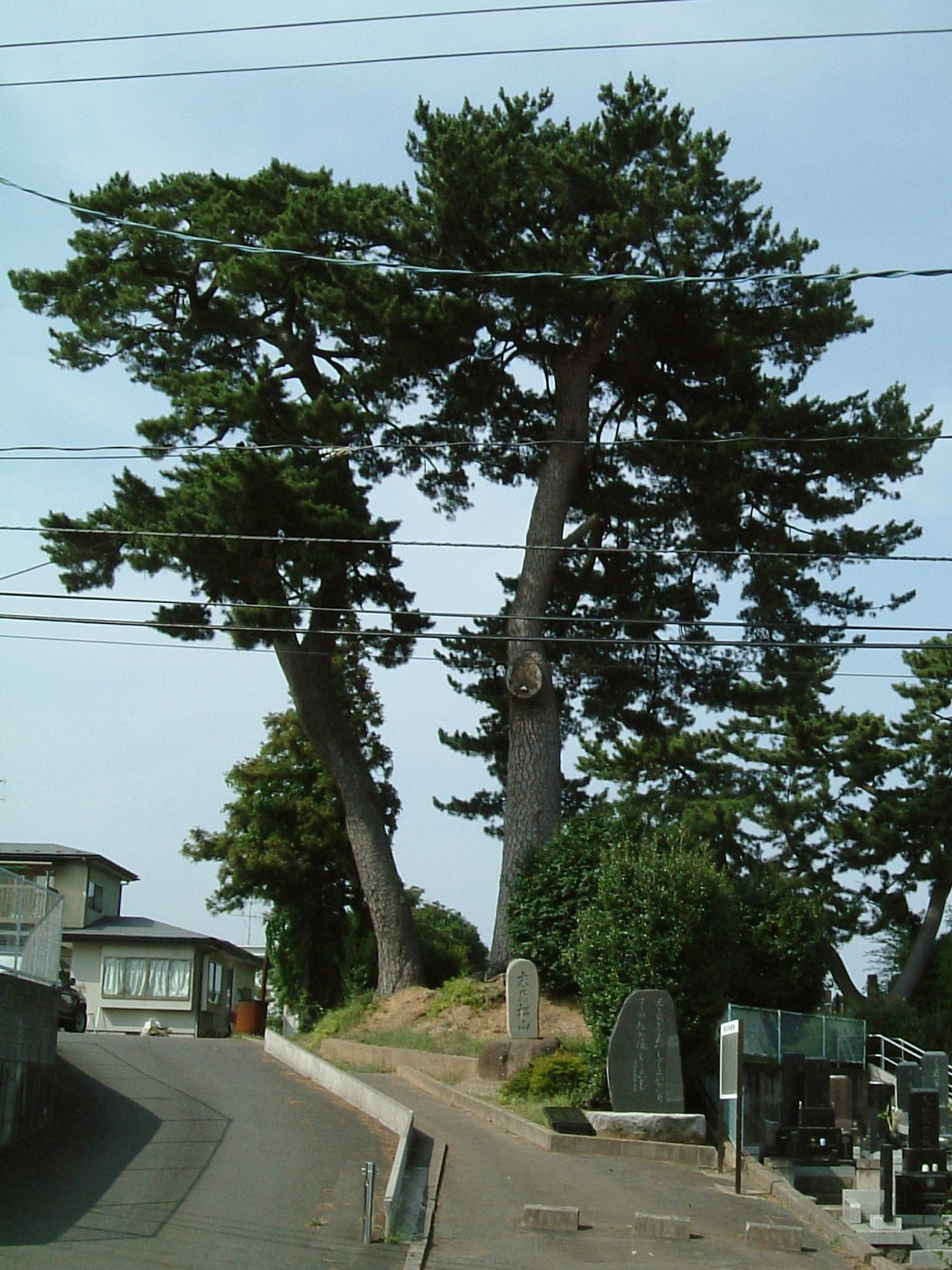
末の松山

明治時代には歴史地理学者吉田東伍による研究があり、『日本三代実録』にある「城郭」は陸奥国府・多賀城（北緯38度18分23.8秒 東経140度59分18.1秒 / 北緯38.306611度 東経140.988361度）を指すと考え、広大な範囲の浸水は津波であり、震源は太平洋側の沖合いにあるものと推定している。また、小倉百人一首には、清原元輔の詠んだ次のような歌が登場する。
この歌についても、宮城県多賀城市八幡の丘陵にある「末の松山」（北緯38度17分15.8秒 東経141度0分12.1秒 / 北緯38.287722度 東経141.003361度）であり、「津波がこの末の松山を越えそうで越えなかった」という状況を示すものと考証している。東北地方太平洋沖地震の津波もまた末の松山の麓まで浸水させた（「沖の石」（北緯38度17分12.6秒 東経141度0分12秒 / 北緯38.286833度 東経141.00333度）も浸水した）が、この丘を超えることはついになかった。末の松山の老松二本は「鍋かけの松」とも言われ、この津波のときに流れた鍋がかかっていたからと伝えている。関連して「小佐治と猩々ヶ池」伝承がある。もっとも古い採録は1823年舟山光（万年）著『鹽松勝譜』であるが、わずかずつ異なる伝承がいくつか残されている。大略は多賀城八幡の居酒屋の娘小佐治（こさじ）のもとに猩々（海から現れる異形の生き物。赤毛）が通うようになり、やがて猩々は村の者に殺されることを察知し、小佐治に屍は池（八幡村上屋敷とも中谷地とも）に捨てて欲しい、それから6日後に大津波が来るので末の松山に逃げろと言い残す。その言葉のとおり、猩々は殺され、やがて八幡上千軒・下千軒は大津波に呑み込まれ、小佐治（別伝では、小佐治とその両親）だけが助かった。
今村明恒も、貞観地震と慶長三陸地震は東北地方太平洋沿岸に特に巨大な津波をもたらし、その規模は明治三陸地震を凌ぎ、いずれも日本の地震の活動期に発生したものであることを説いている。特に三陸海岸は世界的な津波常襲地であるにもかかわらず、有史以来、慶長年間に至るまでの約1200年間で、貞観地震の津波記録が唯一のものであることに着目し、この津波がいかに激烈・絶群なものであったか想像に難くないと述べている。
1995年には飯沼勇義は宮城県名取市の神社に伝わる貞観年間の疫病の流行により庶民が大いに苦しんだとする伝承と貞観津波との関連を指摘し、今後も津波に襲われる危険性を訴えた。
この津波に関する伝説・伝承は25例が確認され、宮城県気仙沼市から茨城県大洋村（現・鉾田市）にかけて分布している。これをもとに宮城県 - 茨城県沖の日本海溝沿いに長さ230キロ、幅50キロの断層モデルが仮定され、M8.5が推定されていた。一方、三陸地方に津波伝承が残らない理由として、そもそも津波が頻繁に次から次へと襲う津波常襲地には津波伝承は生まれにくいことと、文字を持たない蝦夷の伝承がのちの住民へと語り継がれたかどうかは疑問が残り、伝説・伝承が残らない三陸地方がただちに被災しなかったことを意味するものではない。その後の研究で、特に砂押川下流域の多賀城市旧八幡村のみならず、旧市川村・旧南宮村から利府町旧加瀬村にかけての砂押川中流域にも、大津波に関わる漂着伝承が残されていることが明らかにされている。
10月13日の詔中の文言「陸奥国境、地震尤甚、或海水暴溢而為患」の「陸奥国境」とは、「陸奥国の境の内」の意味であって陸奥国中の広い範囲でもっとも甚だしく被害が出るほどであったと解釈され、12月14日の伊勢神宮告文中の「陸奥国又異常奈留地震之灾言上多利。自餘国々毛、又頗有件灾止言上多利」の記述は、被災が陸奥国に留まらず、隣国すなわち常陸国も同様であることを報告したとも読め、広い範囲におよぶものであったと解釈される。

### 津波堆積物調査と震源域推定
1986年以降、箕浦幸治によって着手された仙台平野における古津波堆積層の研究は、文献記録が残る貞観津波以前にも3枚の古津波堆積層があり、未知の先史地震による津波とした。1990年に東北電力女川原子力発電所の建設にともない行われた貞観津波の痕跡高に関する研究は、考古学的所見と津波堆積物調査とを突き合わせて検討し、「津波の最大遡上地点は、藤田新田付近との結論」を得て、「貞観11年の津波の痕跡高として、河川から離れた一般の平野部では2.5 - 3メートルで、浸水域は海岸線から3キロ程度の範囲」と推定した。
2000年代になると、ボーリング調査などによる仙台平野の津波の痕跡の研究が長足の進歩を遂げた。2005年から5年間にわたって、文部科学省による委託を受けた「宮城県沖地震における重点的な調査観測」（国立大学法人東北大学大学院理学研究科、国立大学法人東京大学地震研究所、独立行政法人産業総合研究所）によって行われた。2005年、岩手県大槌湾では内湾静穏域の湾奥中央部水深10メートルから海面下35メートルまでの調査で、過去6000年間の海底シルト層中から22枚の津波堆積層が確認された。これらの層は、津波襲来時に多くの土砂を巻き込み、一気に引き波によって海底にもたらされた堆積層である。年代測定は、津波に巻き込まれた合弁2枚貝や保存状態のよい新鮮な個体20点を用いられ、AMS法による14Ｃ年代測定、OxCal3.10による暦年較正、海洋リザーバ効果400年と仮定し、年代は算出された。その結果、層厚約2メートルのTs10が貞観津波堆積層と同定された。
仙台平野の沿岸部では、貞観地震の歴史書が記述するとおり、1000年ほど前に津波が内陸深く溯上したことを示す痕跡が認められた。ところが研究が進むにつれ、この種の津波の痕跡には、貞観津波を示すと思われるもの以外にもいくつか存在することが明らかとなった。東北大学大学院工学研究科附属災害制御研究センターなどの研究では、仙台平野に過去3000年間に3回の津波が溯上した証拠が堆積物の年代調査から得られ、間隔は800年から1100年と推測されている。また、推定断層モデルから9メートル程度の津波が、7- 8分間隔で繰り返し襲来していたと考えられる。2007年10月には、津波堆積物調査から、岩手県沖（三陸沖） - 福島県沖または茨城県沖まで震源域がおよんだ、M8.6の連動型巨大地震の可能性が指摘されている。一方、2008年の調査では陸前高田平野からは津波堆積物は見つかっていないため想定震源域の北限を決められる。
2011年（平成23年）3月11日には三陸沖を震源として、岩手県沖から茨城県沖までの広範囲を震源域とするMw9.0の連動型超巨大地震「東北地方太平洋沖地震」（東日本大震災）が発生した。貞観地震と同様に広範囲を震源域として内陸部まで被害がおよぶ巨大・広域津波が発生している点、さらに上記の800年から1100年間隔で同様の地震が発生するという推測などから、この地震は貞観地震との関連性が指摘されている。
2011年8月、津波堆積物の年代比較調査により、過去3500年間に東日本沿岸を少なくとも7回以上の大津波が襲い、その津波を起こしたのは千島海溝から日本海溝沿いにかけての4つの震源域のいずれか、または複数が連動活動して発生したM9クラスの地震と推定されたとの結果が公表された。貞観地震もそのひとつと考えられている。

### 規模
河角廣（1951）により規模MK＝7.5が与えられ、マグニチュードはM8.6に換算されていた。宇佐美龍夫（1970）は、昭和三陸地震より大きいと考えられるが1960年チリ地震でも当時はMs8.5とされ、M8.6にはおよばないと考え、M8.3 - 8.4が妥当であるとした。しかし当時はモーメントマグニチュードの概念は存在しなかった。宇佐美龍夫（2003）では推定値に幅を持たせてM8.3±1⁄4としている。
仙台平野で見出された津波堆積物に基づく産業技術総合研究所の断層モデルによる推定ではM8.4前後とされたが、これは宮城県沖から福島県沖に長さ200キロの断層モデルを置くとした場合の推定であり、津波堆積物の見出される範囲を浸水域と仮定していた。
その後、さらに三陸海岸にも津波堆積物が発見され震源域がさらに広がり、また、東北地方太平洋沖地震では津波堆積物よりもさらに内陸側まで浸水していたことが指摘された。プレート間の滑りが大きく海溝軸付近まで断層破壊域が伸びていた可能性もあり、その規模は従来の推定のMw8.4を大きく上回り東北地方太平洋沖地震に匹敵する可能性があるとも考えられている。
また、地形から推定される東北地方太平洋岸の隆起量と、地質学的に観測される歪み速度、および潮位データによる沈降速度とを総合的に見ると、M9クラスの巨大地震が繰り返し発生しないと合理的に説明できないとされる。纐纈一起（2011）は東北地方太平洋沖のプレート境界の歪のエネルギーを分析し、1000年に1度では歪がたまり過ぎるとしてM9クラスの地震が約440年に一度発生すると試算し、貞観地震もその候補になるとした。従来M8.4程度と推定されてきた歴史地震はモーメントマグニチュード尺度ではMw9クラスになる可能性があり、宝永地震などとともにMw9クラスの超巨大地震と推定される可能性がある。

### 考古学的調査
1990年に東北電力女川原子力発電所建設所の阿部壽らによる考古学的所見を導入した津波痕跡高・浸水域に関する研究はあるものの、遺跡における津波に関わるイベント堆積物の調査検討は充分に行われてこなかった。
1999年から2000年にかけて行われた多賀城市市川橋第26.27次調査では、旧砂押川の流路近くの南北大路を浸食するイベント堆積物（SX1779：暗灰黄色砂と粗砂の互層）が十和田aテフラ（To-a）の直下付近で検出され、珪藻分析が行われた。その結果、海水生種は認められず、海水の影響は論じられないとされた。珪藻分析は東北大学においても行われ、同じく汽水生・海水生ともに認められず、「津波により海から直接運搬され堆積したものではない」とされた。その後の検討で、このSX1779堆積層は年代的にも貞観以後の河川氾濫による洪水性堆積物であることが明らかにされ、貞観津波堆積層ではない。
2011年東日本大震災後の初期の段階で、貞観地震津波の被災が津波を主とするものであると記す『日本三代実録』に関し、斎野裕彦と柳澤和明の間で、大きく評価は食い違った。斎野裕彦は仙台市沼向遺跡を「砂の薄層」のほぼ分布限界とし，津波は仙台平野第Ⅰ浜堤列を海側から越えて，その西方に広がる「潟湖」の湖面を進み，一部は北岸に達したが，市川橋遺跡や山王遺跡が立地し，方格地割が施工されていた自然堤防までは到達しなかったとし、貞観津波の被害は仙台平野全体では限定的で，東日本大震災の津波より規模は小さく，実態からややかけ離れた内容を含む『日本三代実録』の記述は，事実を過大視した文飾に過ぎないとした。貞観津波の遡上距離も1.5～2㎞ほど、地震被害についても瓦の葺き替え程度で、主な建物には被害はなく、ごく沿海部を除くほとんどの集落は存続するとした「貞観震災」説を提唱した。柳澤和明は、斎野の「潟湖」説を受けいれたものの、多賀城市の2009年版「洪水ハザードマップ」想定域に加え、古代の砂押川の両岸も貞観津波の影響を受け、方格地割やその周辺の大半は浸水し、居住者のうち 1,000 人もが夜間に発生した巨大津波により溺死したとし、解釈が分かれた。
主として地名考証から、斉藤利男が1992年に提唱した中世における「多賀の入海」説、さらに「多賀の入海」が古代にまでさかのぼるとする1999年に唱えられた平川南説があり、斎野の「潟湖」説はこの両者の説を踏襲したものであった。2013年には松本秀明は斎野裕彦・柳澤和明のいう「潟湖」の存在をボーリング調査によって完全に否定し、貞観地震津波による砂質堆積物は多賀城市高橋付近まで遡上したと考えるのが妥当で、なお、それより北方や西方への津波の侵入については現在の調査では不明であるが、砂押川などの中小の河川沿いに津波が遡上し、さらに内陸まで到達した可能性は否定できないとした。相原は、松本のボーリング調査を受け、斉藤・平川の指摘する「塩留」「塩入」「塩窪」などの地名は多賀城東方の砂押川下流域、川筋付近にのみ認められ、潮の干満に由来するとした先行研究を再評価し、古代・中世において多賀城南方まで潟湖が広がっていたとする臆説を否定した。さらに、柳澤和明は、相原の指摘を受け、多賀城周辺における全ボーリングデータを精査し、松本のボーリング調査による潟湖否定説は正しいことを立証した。
相原淳一は多賀城南門付近にかつて存在したという「鴻の池」地区周辺の低湿地に、過年度の調査記録に未製品を含む木製品の漂着や大量の建築部材が埋め込まれた整地、護岸設備に破壊と復旧の痕跡が残され、津波固有の堆積構造が認められるイベント層があることから、貞観津波は多賀城東外郭線・南外郭線内部に及んだ可能性を指摘している。
　
東日本大震災以後の復興発掘調査では、多賀城城下のイベント堆積物中にこれまで確認されなかった海水生種珪藻中には外洋性珪藻、それも親潮系寒冷種に属することが明らかとされ、津波以外に説明は困難であり、貞観津波によるイベント堆積物である可能性が一段と高まった。
イベント堆積物の剥ぎ取りによる調査では、津波固有の堆積構造が宮城県山元町熊の作遺跡と多賀城城下の山王遺跡で確認されている。両調査地点ともに、2011年東日本大震災の津波浸水域の外側に位置しており、貞観津波は東日本大震災津波を上回る規模と考えられ、相原は斎野が唱える「貞観震災」説・『日本三代実録』文飾説を斥けた。

## ほかの自然災害・地震との関連
9世紀には大きな地震・噴火が頻発しており、これらは『日本三代実録』に収録されている。
貞観地震との地球物理学的関連性は明らかではないが、地震の前後に火山の噴火が起こっている。この地震の5年前の貞観6年（864年）には富士山の青木ヶ原樹海における溶岩流を噴出した貞観大噴火が起きている（噴火の詳細については「富士山の噴火史」も参照）。また、2年後の貞観13年（871年）には鳥海山の噴火記録がある。この地震の9年後の元慶2年（878年）には、伊勢原断層の活動、または相模トラフのプレート間地震とも推定されるM 7.4の相模・武蔵地震（現在の関東地方における地震）が発生しており、誘発地震の可能性が指摘されているが、間隔が開き過ぎているともされている。915年には十和田火山の大噴火による火山灰（To-a）が東北地方の全域におよび、宮城県北部においても火山灰に埋もれ、そのまま廃絶された水田跡が発掘されており、貞観地震津波に続き、東北地方に重大かつ深刻な社会変動を引き起こした。朝鮮半島では白頭山もこのころ大噴火した。
西日本では前年の貞観10年（868年）に播磨地震（山崎断層を震源とする地震）、仁和3年（887年）に南海トラフ巨大地震と推定される仁和地震（M 8.0 - 8.5。一般的に南海地震とされるが、東海・東南海との連動説もあり）が起こっている。これらの関連性は不明であるが、この時代に日本付近の地殻が大きく変動していた可能性が高いとされる。
今村明恒（1936）は、684年ごろから887年ごろは地震活動の旺盛期のひとつにあたるとしている一方で、9世紀ごろに地震記録が集中しているのは地方の地震が京都に報告される体制が整備された中での、六国史編集の人為効果による見かけの現象であるとの見方もある。

### 年表
- 850年11月23日（11月27日）（嘉祥3年10月16日） -出羽地震、M7
- 863年7月6日（貞観5年6月17日） - 越中越後地震
- 864年7月 - 富士山の貞観大噴火（2年間）
- 864年11月 - 阿蘇山噴火
- 867年3月（貞観9年1月） - 鶴見岳（大分県）噴火
- 867年6月 - 阿蘇山噴火
- 868年7月30日（8月3日）（貞観10年7月8日） - 播磨・山城地震、M7、山崎断層か。
  - 869年1月（貞観10年閏12月） - 摂津地震（7月30日の余震が続いていた）
- 869年7月13日（貞観11年5月26日） - 貞観地震
- 869年8月29日（貞観11年7月14日） - 肥後台風高潮被害（潮水漲溢、漂没六郡、…其間田園数百里、陥而為海）。12月14日の伊勢神宮への奉幣告文中に「肥後国に地震風水の災」とあり、津波が襲った可能性もあり。
- 871年5月（貞観13年4月） - 鳥海山（山形県・秋田県）噴火
- 874年3月25日（貞観16年3月4日）、仁和元年（885年）7月、同8月 - 開聞岳（鹿児島県）が大噴火。
- 878年10月28日（11月1日）（元慶2年9月29日） - 相模・武蔵地震、M7.4
- 880年11月19日（11月23日）（元慶4年10月14日） - 出雲で地震、M7
- 887年8月26日（仁和3年7月30日）- 仁和地震（南海トラフ巨大地震？）、M8.0 - 8.5
- 915年 十和田火山噴火。火山灰（To-a）が東北地方全域に及ぶ。（『扶桑略記』裏書による）。
- 940年ころ - 朝鮮半島の白頭山噴火[85]。

## 歴史への影響
864年貞観の富士山噴火、869年の貞観地震・津波、869年疫病の流行などが起こったため、自然と社会を見つめ宮廷政治が整えられ、宮廷文化が生まれた。
東北地方では、貞観地震・津波に続いて915年の十和田火山噴火が起き、宮城県北部・岩手県・秋田県の水田は火山灰で覆い尽くされ、ほとんどは復旧していない。秋田県北部では火山泥流による埋没家屋が検出されている。。